# أنيكا تايلور
أنيكا تايلور (بالإنجليزية: Annika Taylor)‏ هي متزحلقة بريطانية، ولدت في 4 يونيو 1993 في تروكي في الولايات المتحدة.

## وصلات خارجية
- أنيكا تايلور على موقع الاتحاد الدولي للتزلج (التزلج الريفي) (الإنجليزية)
- أنيكا تايلور على موقع اللجنة الأولمبية الدولية (الإنجليزية)
- أنيكا تايلور على موقع أوليمبيديا (الإنجليزية)
- أنيكا تايلور على موقع اللجنة الأولمبية البريطانية (الإنجليزية)